# 芒特普萊森特鎮區 (伊利諾伊州懷特塞德縣)
芒特普萊森特鎮區（英語：Mount Pleasant Township）是位於美國伊利諾伊州懷特塞德縣的一個行政鎮區。

## 地方資料
根據2010年美國人口普查的數據，芒特普萊森特鎮區的面積為92.80平方千米，當中陸地面積為92.80平方千米，而水域面積為0.00平方千米。當地共有人口4829人，而人口密度為每平方千米52.04人。